# Гуреево (Рязанская область)
Гуреево — деревня в России, расположена в Клепиковском районе Рязанской области. Входит в состав Оськинского сельского поселения.

## Географическое положение
Деревня Гуреево расположена примерно в 18 км к востоку от центра города Спас-Клепики. Ближайшие населённые пункты — деревня Макарово к северу, деревня Бакастово к востоку,  село Спирино к югу и деревня Кобылинка к западу.

## История

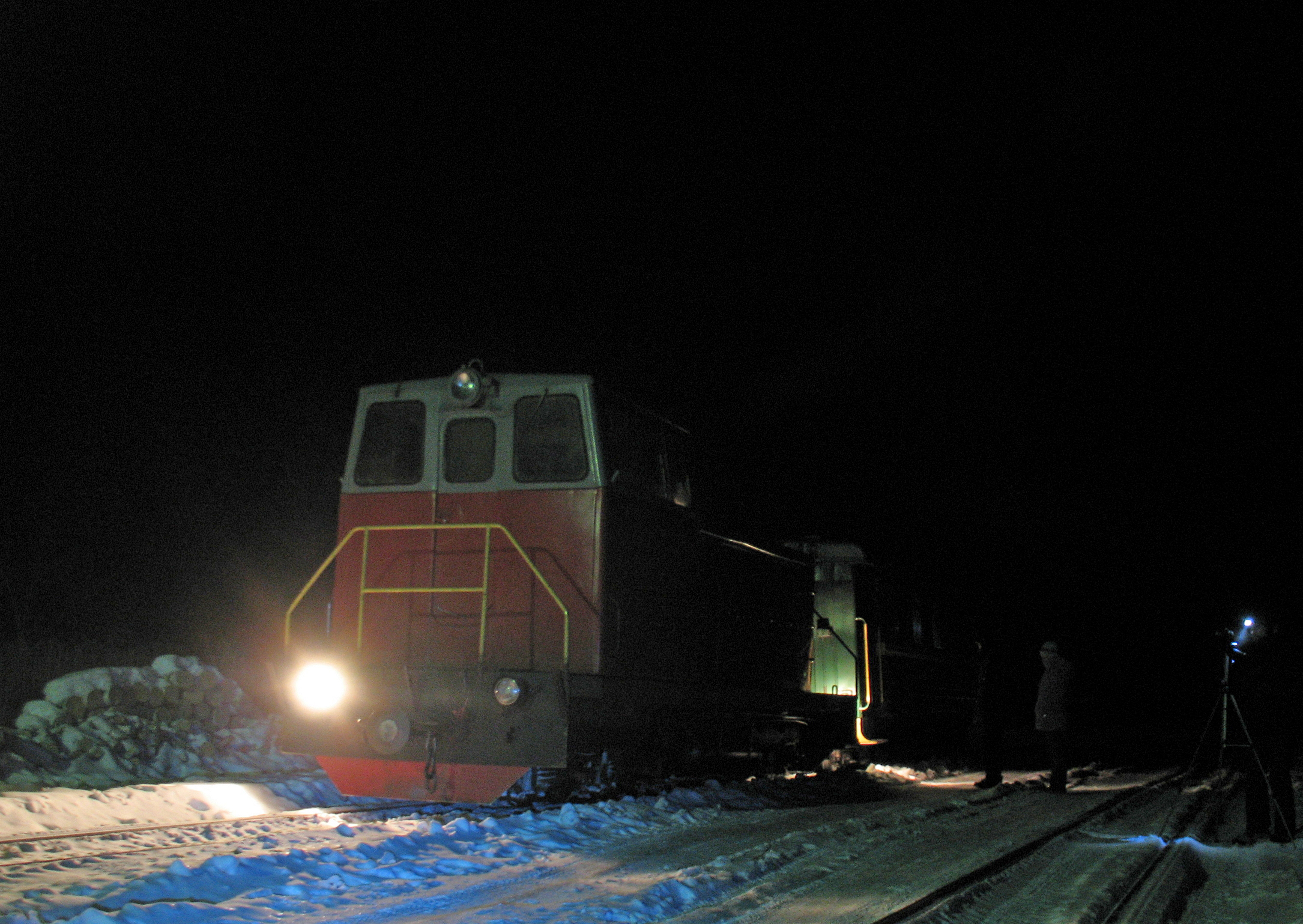
Поезд на разъезде Гуреевский, 31 декабря 2007 года

Существует легенда о том, что деревня основана в XVII веке старовером по имени Гурьян.
В 1905 году деревня входила в состав Верейской волости Рязанского уезда и имела 90 дворов при численности населения 565 человек.
В 1924 году в деревне была открыта станция Рязанско-Владимирской узкоколейной железной дороги разъезд Гуреевский. На разъезде Гуреевский от основной трассы Рязанско-Владимирской УЖД отходило ответвление на юг - на станции Голованова Дача и Чарусский лесозавод. Дорога существовала до 2008 года.
Во время Великой Отечественной войны над деревней проходил воздушный бой одного советского и двух немецких самолётов.

## Население
| 1859 | 1906 | 2010 |
| ---- | ---- | ---- |
| 305  | ↗565 | ↘40  |

## Транспорт и связь
Деревня находится к югу от трассы Р105 с регулярным автобусным сообщением.
В деревне Гуреево имеется одноимённое сельское отделение почтовой связи (индекс 391004).